# Championnat de Sierra Leone de football 2019
Navigation
Édition précédente Édition suivante
La saison 2019 du Championnat de Sierra Leone de football est la trente-sixième édition de la Premier League, le championnat national de première division en Sierra Leone. Les quatorze équipes se rencontrent deux fois au cours de la saison, en matchs aller-retour. À la fin du championnat, les deux derniers du classement sont relégués et remplacés par les deux meilleures formations du championnat de deuxième division.
C'est le club de East End Lions FC qui est sacré champion à l'issue de la saison, après avoir terminé -invaincu- en tête du classement final, avec quatre points d'avance sur le Kallon Football Club et quinze sur un duo composé de Kamboi Eagles et de Ports Authority FC. Il s'agit du douzième titre de champion de Sierra Leone de l'histoire du club.
La formation du FC Johansen renonce à s'engager en championnat cette saison, et la compétition se déroule donc avec seulement treize équipes engagées. Malgré ce retrait, le FC Johansen est autorisé à participer au championnat la saison prochaine.

## Participants
- Bo Rangers FC
- East End Lions FC
- Mighty Blackpool FC
- Kallon Football Club
- Kamboi Eagles FC
- East End Tigers FC[1]
- Ports Authority FC
- Central Parade FC
- Diamond Stars
- Freetown City FC
- FC Johansen
- Old Edwardians FC
- RSLAF FC
- Anti Drugs Strikers

## Compétition
Le classement est établi sur le barème de points suivant : victoire à 3 points, match nul à 1, défaite à 0.
| Rang | Équipe               | Pts     | J       | G       | N       | P       | Bp      | Bc      | Diff    |
| ---- | -------------------- | ------- | ------- | ------- | ------- | ------- | ------- | ------- | ------- |
| 1    | East End Lions FCT   | 50      | 24      | 13      | 11      | 0       | 32      | 10      | +22     |
| 2    | Kallon Football Club | 46      | 24      | 12      | 10      | 2       | 30      | 13      | +17     |
| 3    | Kamboi Eagles        | 35      | 24      | 8       | 11      | 5       | 29      | 21      | +8      |
| 4    | Ports Authority FC   | 35      | 24      | 10      | 5       | 9       | 18      | 17      | +1      |
| 5    | Mighty Blackpool FC  | 33      | 23      | 8       | 9       | 6       | 18      | 17      | +1      |
| 6    | Central Parade       | 32      | 24      | 8       | 8       | 8       | 24      | 24      | 0       |
| 7    | Freetown City FC     | 30      | 24      | 7       | 9       | 8       | 18      | 19      | -1      |
| 8    | Old Edwardians FC    | 27      | 24      | 6       | 9       | 9       | 19      | 23      | -4      |
| 9    | East End Tigers FC   | 26      | 24      | 6       | 8       | 10      | 17      | 22      | -5      |
| 10   | Diamond Stars        | 26      | 24      | 5       | 11      | 8       | 20      | 28      | -8      |
| 11   | Bo Rangers FC        | 25      | 24      | 6       | 7       | 11      | 14      | 19      | -5      |
| 12   | RSLAF                | 22      | 23      | 5       | 7       | 11      | 17      | 25      | -8      |
| 13   | Anti Drugs Strikers  | 20      | 24      | 3       | 11      | 10      | 10      | 28      | -18     |
| 14   | FC Johansen          | Forfait | Forfait | Forfait | Forfait | Forfait | Forfait | Forfait | Forfait |

|  | Champion de Sierra Leone 2019 |
|  | T : Tenant du titre           |

- La rencontre Mighty Blackpool-RSLAF est à l'origine reportée, car la formation de RSLAF ne s'est pas présentée le jour du match, mais elle ne sera finalement jamais disputée.
- Il n'y a finalement ni promotion, ni relégation en fin de saison.

## Bilan de la saison
| Championnat de Sierra Leone de football 2019 |                               |
| Champion                                     | East End Lions FC (12e titre) |
| Coupes et trophées                           |                               |
| Vainqueur de la Coupe de Sierra Leone 2019   | Non disputé                   |
| Qualifications continentales                 |                               |
| Ligue des champions de la CAF 2019-2020      | Aucun                         |
| Coupe de la confédération 2019-2020          | Aucun                         |
| Promotions et relégations                    |                               |
| Promus en Première division                  | Aucun                         |
| Relégués en Deuxième division                | Aucun'                        |